# Sapareva banja
Sapareva banja (in bulgaro Сапарева баня?) è un comune bulgaro situato nel distretto di Kjustendil di 8 477 abitanti (dati 2009). La sede comunale è nella località omonima.

## Località
Il comune è formato dall'insieme delle seguenti localit:
- Sapareva banja (sede comunale)
- Ovčarci
- Paničište
- Resilovo
- Saparevo